# Biene (Wappentier)

2 über 1 gestellte Bienen im Wappen von Honigsee

Bienenkorb im Nastätter Wappen

In der Heraldik ist das Insekt Biene ein Wappentier. 
Als gemeine Figur wird sie einzeln oder im Dreipass, also 2:1 im Wappen dargestellt, andere Darstellungen sind jedoch nicht ausgeschlossen. Die in der Draufsicht gezeigte Biene ist leicht stilisiert und die Farbgebung ist sehr häufig gold oder gelb. Die Biene steht für Fleiß, Arbeitseifer und Ordnung.
Als Symbol der Unsterblichkeit und Auferstehung wurde die Biene gewählt, um die neue Dynastie von Napoleon mit den Ursprüngen Frankreichs zu verbinden. Goldene Bienen (eigentlich Zikaden) wurden 1653 in Tournai im Grab von Childerich I. entdeckt, dem Gründer der merowingischen Dynastie im Jahr 457 und Vater von Chlodwig. Sie galten als das älteste Emblem der Herrscher Frankreichs. Napoleon Bonaparte hat die Biene vielen Städten als Auszeichnung verliehen. Die Wappen dieser Städte „erster Ordnung“ (Bonne ville de l’Empire français; dt.: Gute Stadt des französischen Imperiums) hatten im roten Schildhaupt drei Bienen gemäß napoleonischer Heraldik. Eine dieser so ausgezeichneten Städte war Mainz. In der Franzosenzeit (napoleonische Kaiserzeit) sind viele Wappen geändert worden, indem die Lilien durch die bonapartischen Bienen ersetzt wurden, die im Grunde nichts anderes als umgedrehte Lilien (Fleur de Lys) waren.
Redend ist das Wappen von Wespen in der Magdeburger Börde.
Das Papstwappen Urban VIII. zeigt in Blau drei Bienen (2:1) gestellt.

## Bienenkorb
Der Bienenkorb, auch Bienenstock, ist wie die Biene ein beliebtes Motiv im Wappen. Beide gemeinen Figuren sind nicht immer voneinander zu trennen. Er ist dem natürlichen Korb nachempfunden und leicht stilisiert. Das Flugloch ist zum Betrachter gerichtet. Seine Farbgebung erfolgt vorwiegend in Gold (gelb), wobei andere Farben möglich sind. Er kann mit oder ohne seine Bewohner dargestellt sein. Die Oberfläche wird leicht geschuppt oder mit umlaufenden Ringen gezeigt, aber nicht bei der Beschreibung erwähnt. Der Bienenkorb kann auch von einer Wappenfigur gehalten werden. Weite Verbreitung erfuhren Bienen, wie auch vor allem der Bienenstock, durch die Symbolik der Freimaurer. In La Chaux-de-Fonds steht es seit 1851 allgemein für die bereits oben genannte Tugend Fleiß (siehe Foto Glasfenster München) und die aufstrebende Industrie. 

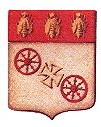
Das Mainzer Rad mit Bienen
Wappen Bremens als Bonne ville de l’Empire français (1811–1813)
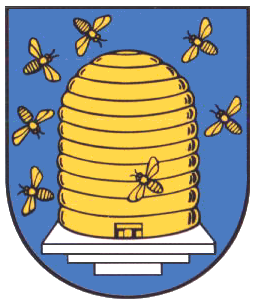
Bienenkorb im Wappen von Ebeleben
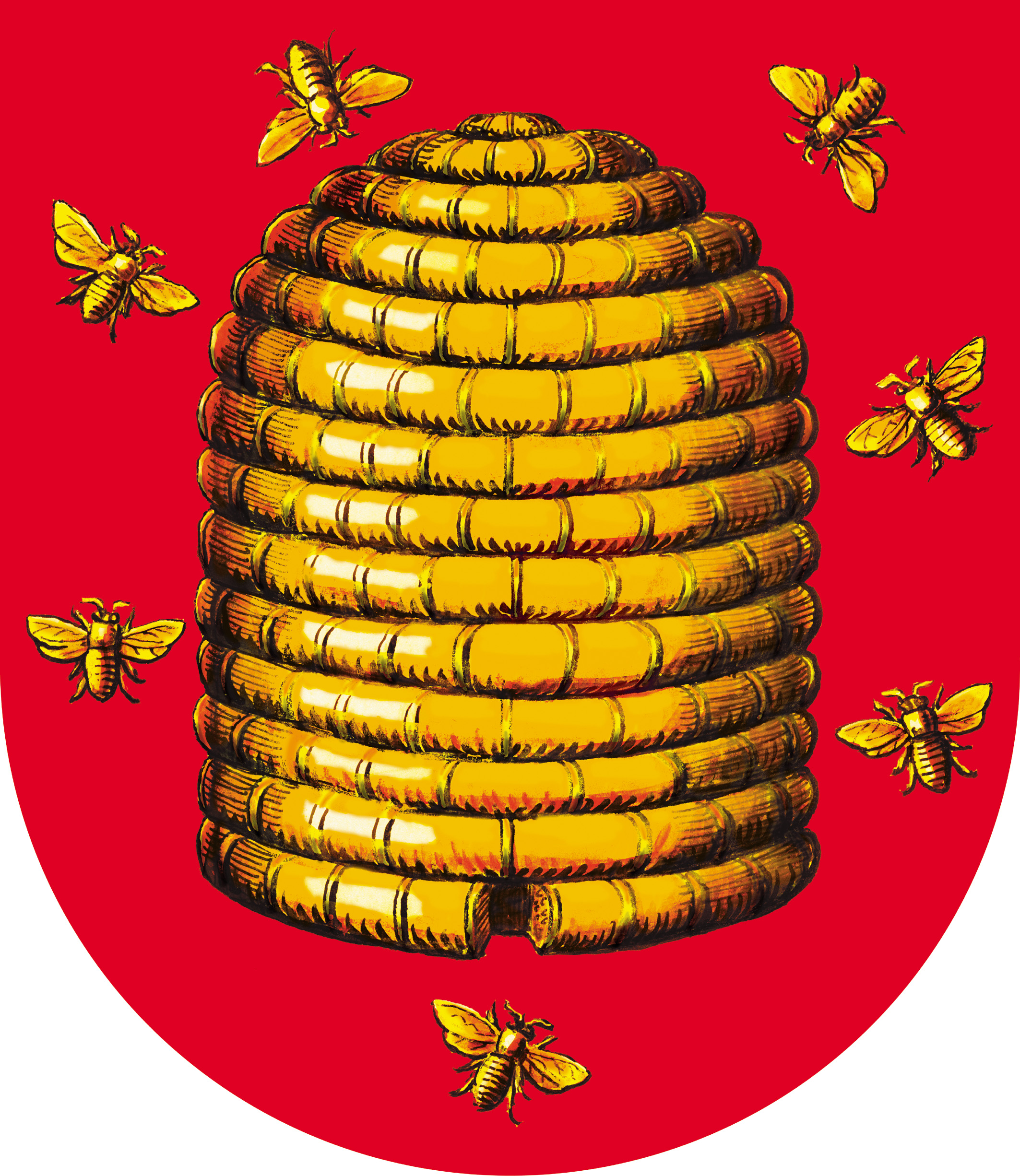
ähnlich in Frommenhausen
oder Lengenbostel
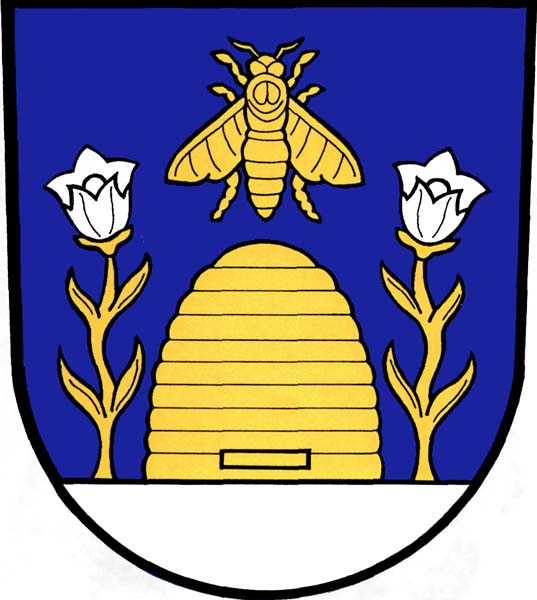
Wappen von Alt Zechsdorf
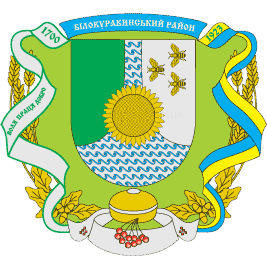
Wappen von Rajon Bilokurakyne
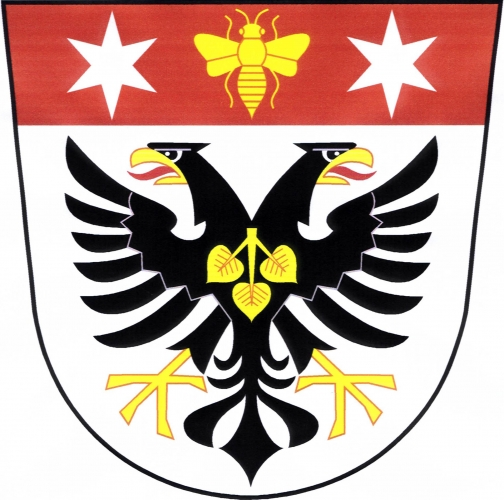
Wappen von Bilowitz
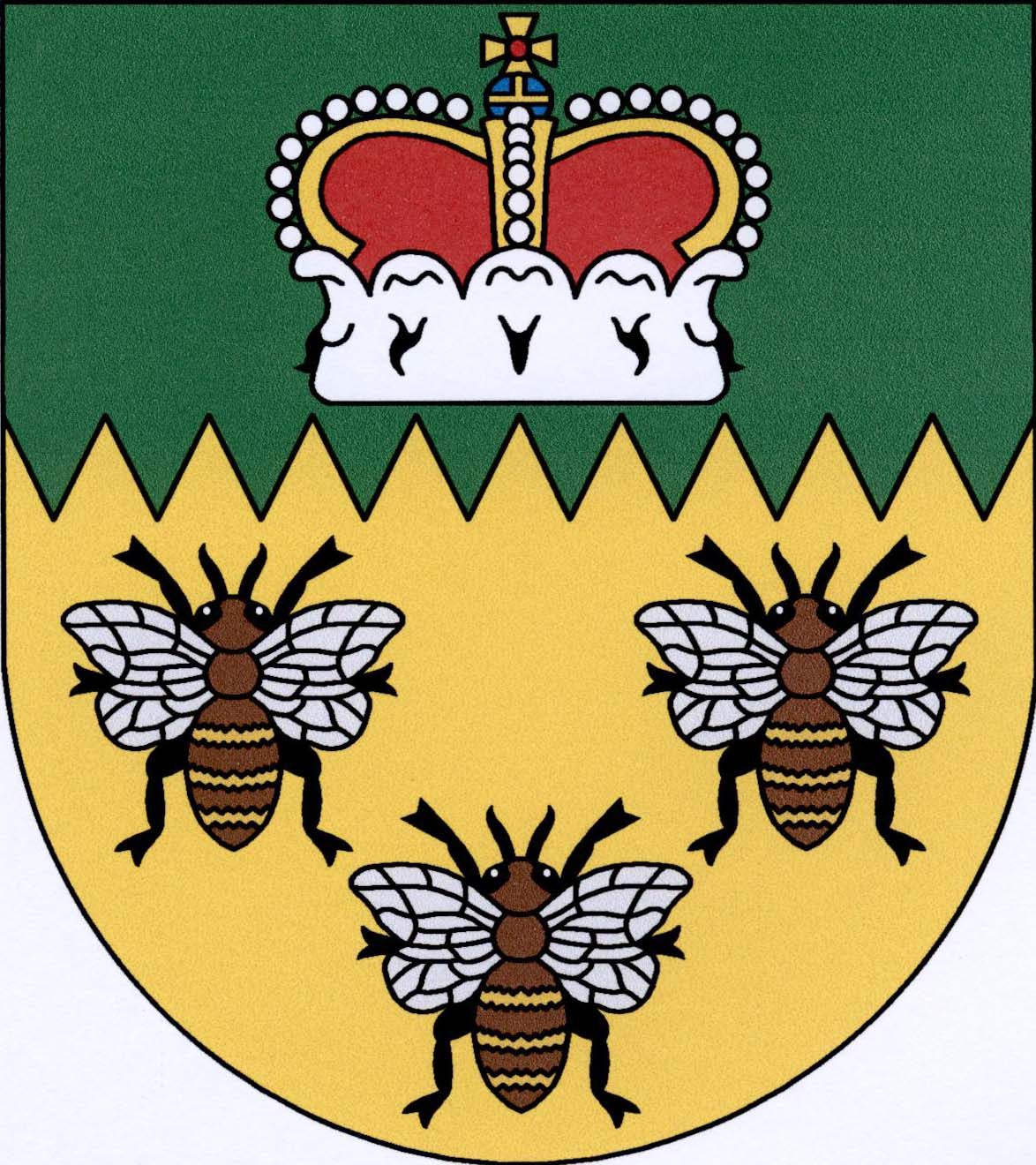
Wappen von Binsdorf
Wappen von Bischkek (1908)
Wappen von Borne
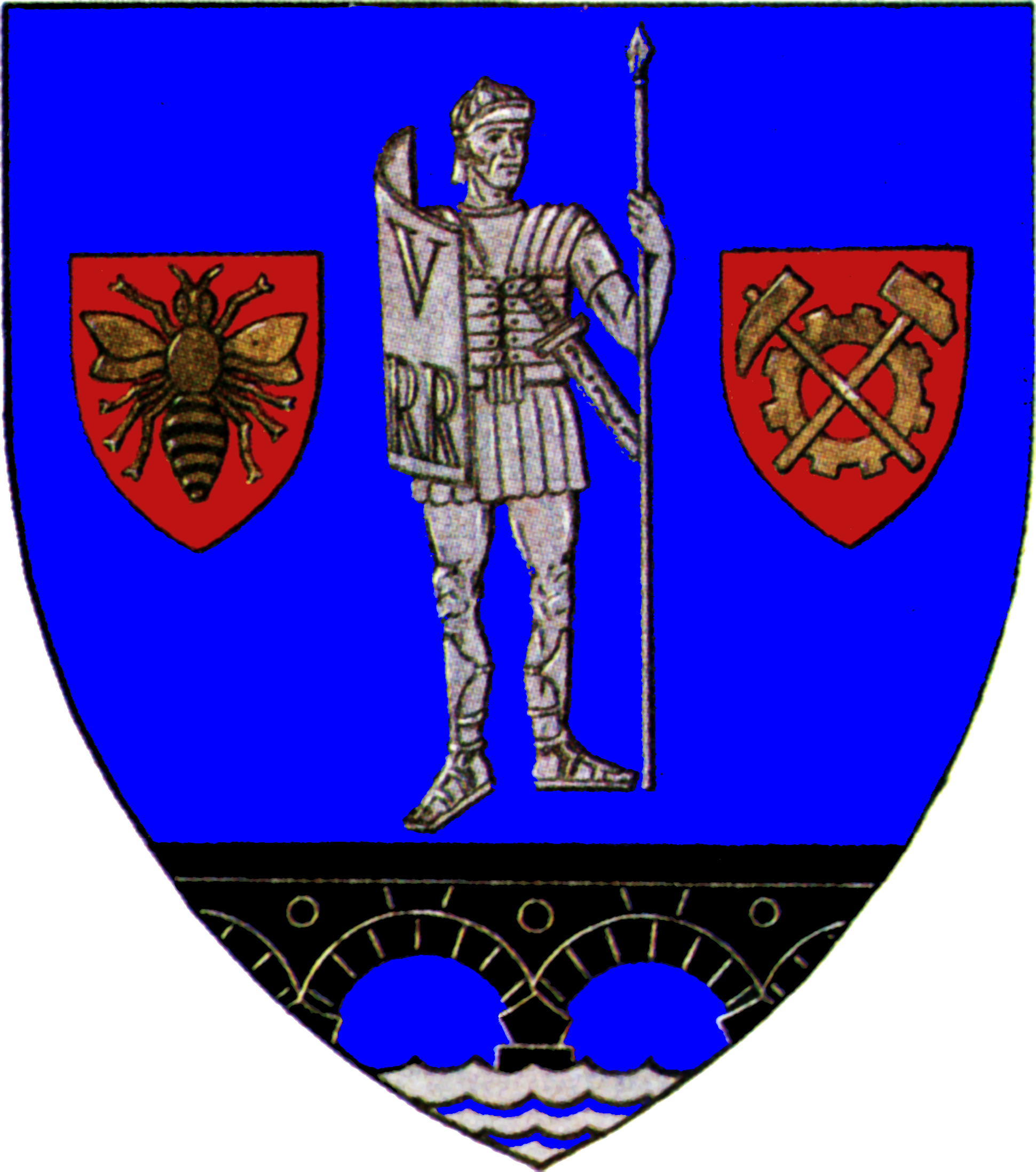
Wappen Kreis Caraș-Severin
Wappen von La Chaux-de-Fonds
Wappen von Deutsch Knönitz
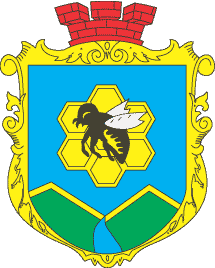
Wappen von Dobrotiw
Wappen von Dschankoj
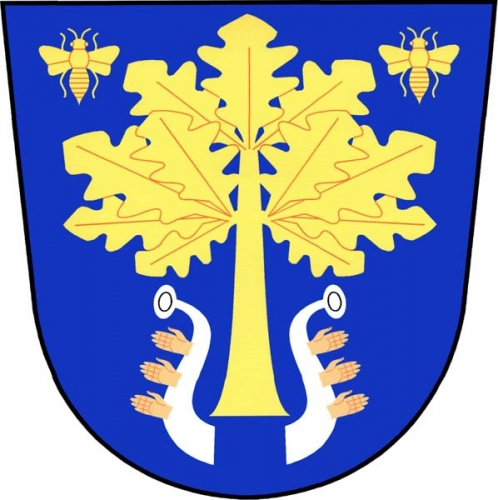
Wappen von Dub bei Prachatitz
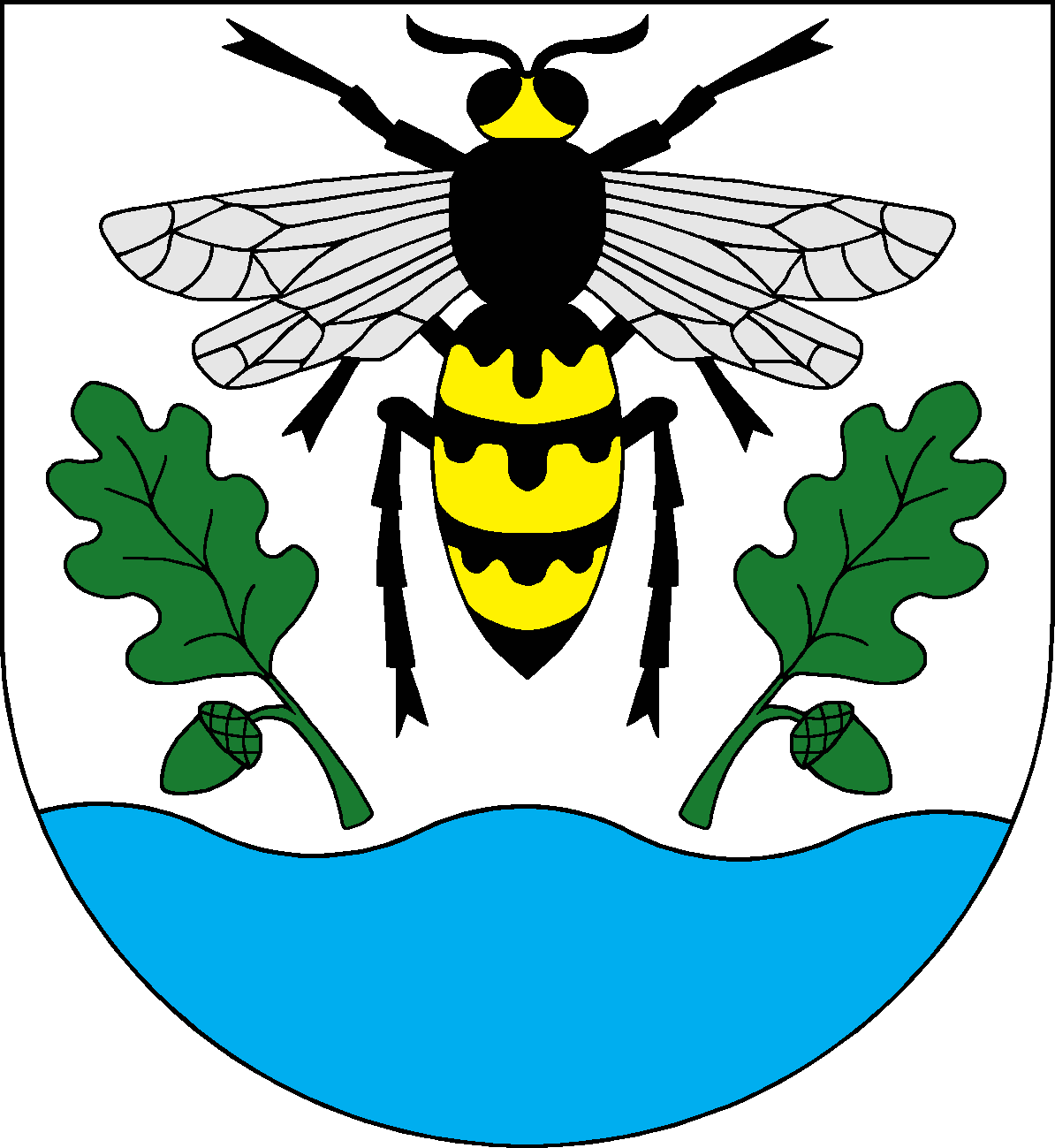
Wappen von Srch
Wappen der Marktgemeinde Feucht mit Zeidler
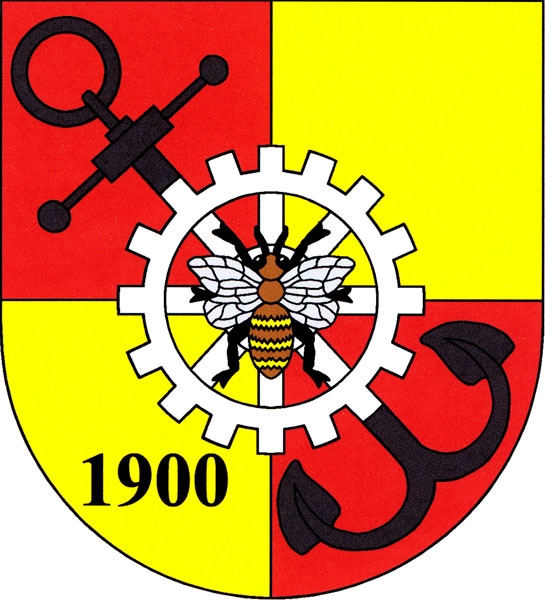
Wappen von Fleißen
Wappen von Högersdorf
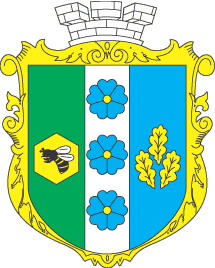
Wappen von Jemiltschyne
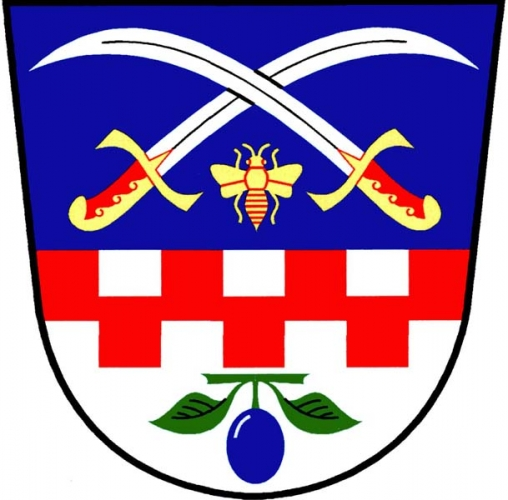
Wappen von Kelnik
Wappen von Kirchenpingarten
Wappen von Klimawitschy
Wappen von Korb, redend
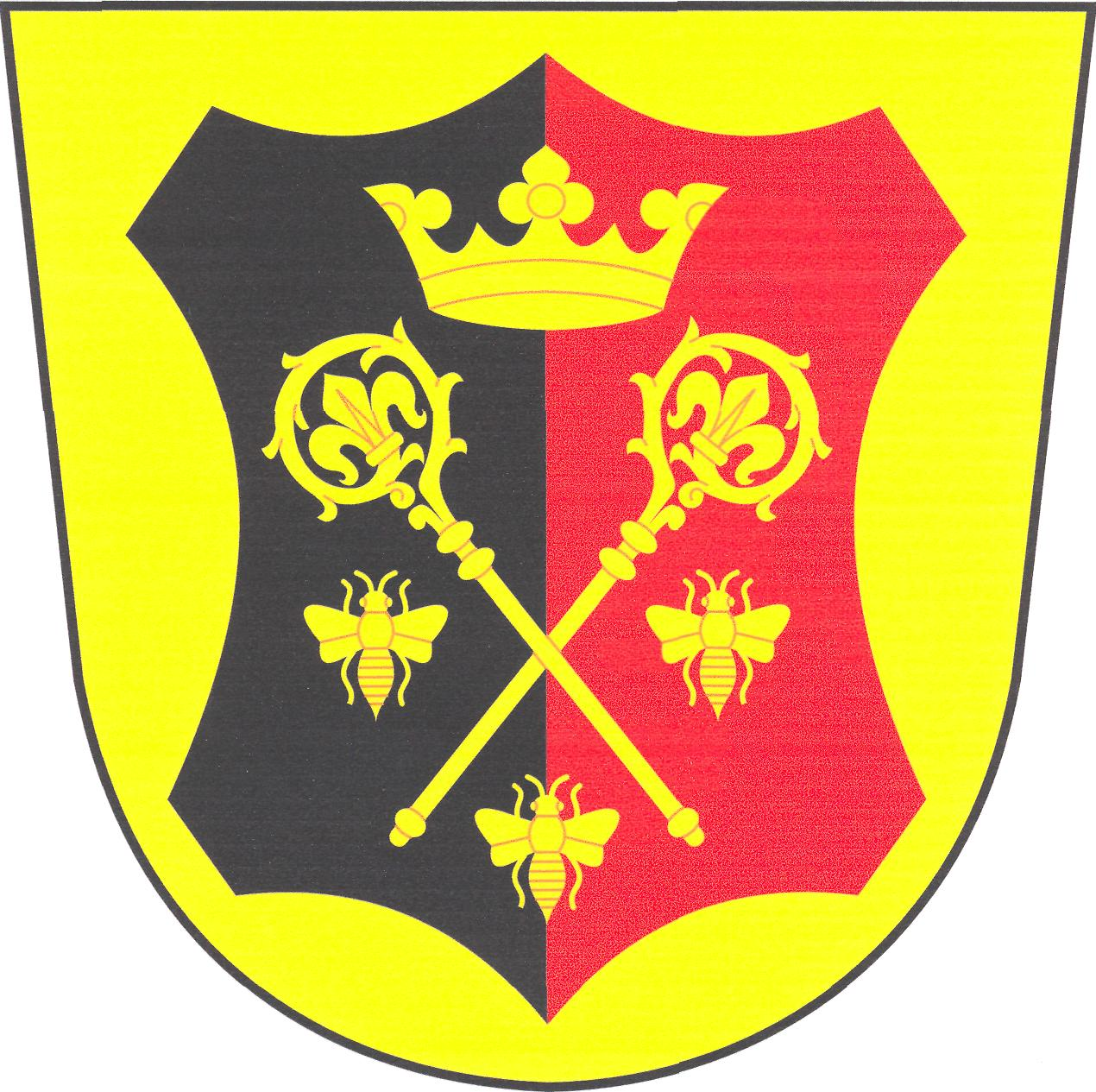
Wappen von Leschetitz
Wappen von Landgemeinde Leuber
Wappen von Manchester
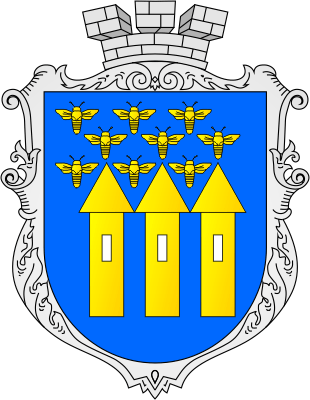
Wappen von Medenytschi
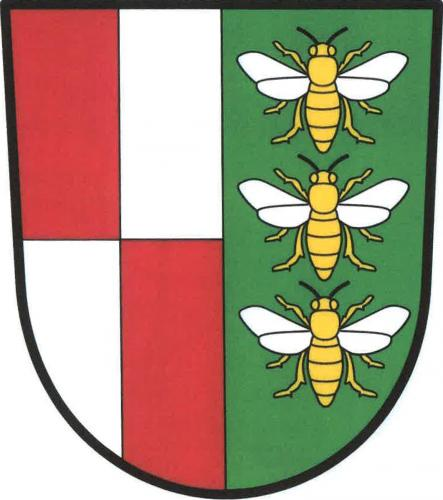
Wappen von Medonost
Wappen von Melitopol
Wappen von Melsdorf
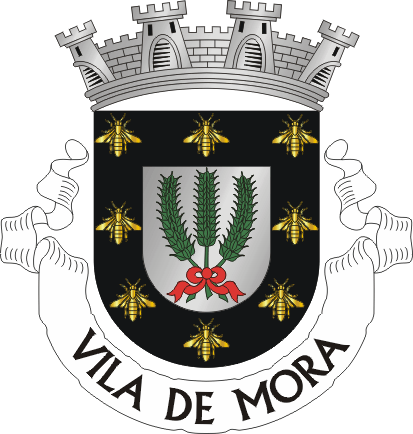
Wappen von Mora
Wappen von St. Ulrich in Gröden
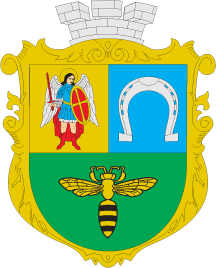
Wappen von Sapytiw
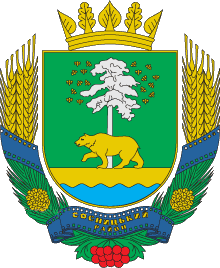
Wappen von Rajon Sosnyzja bis 2020
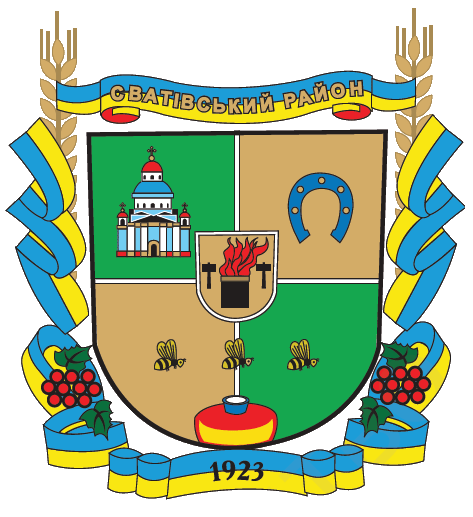
Wappen von Rajon Swatowe
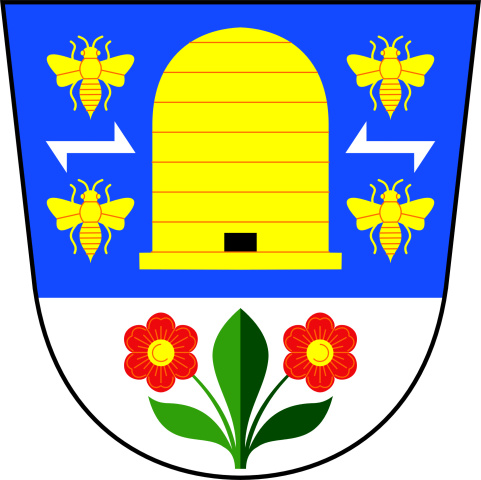
Wappen von Lhota Wlachowa
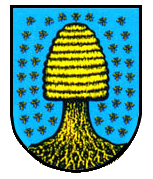
Wappen Reinsdorf (Sachsen) mit 43 Bienen
Wappen von Landgemeinde Schwirz
Wappen von Simferopol
Wappen von Tambow
Wappen von Oblast Tambow
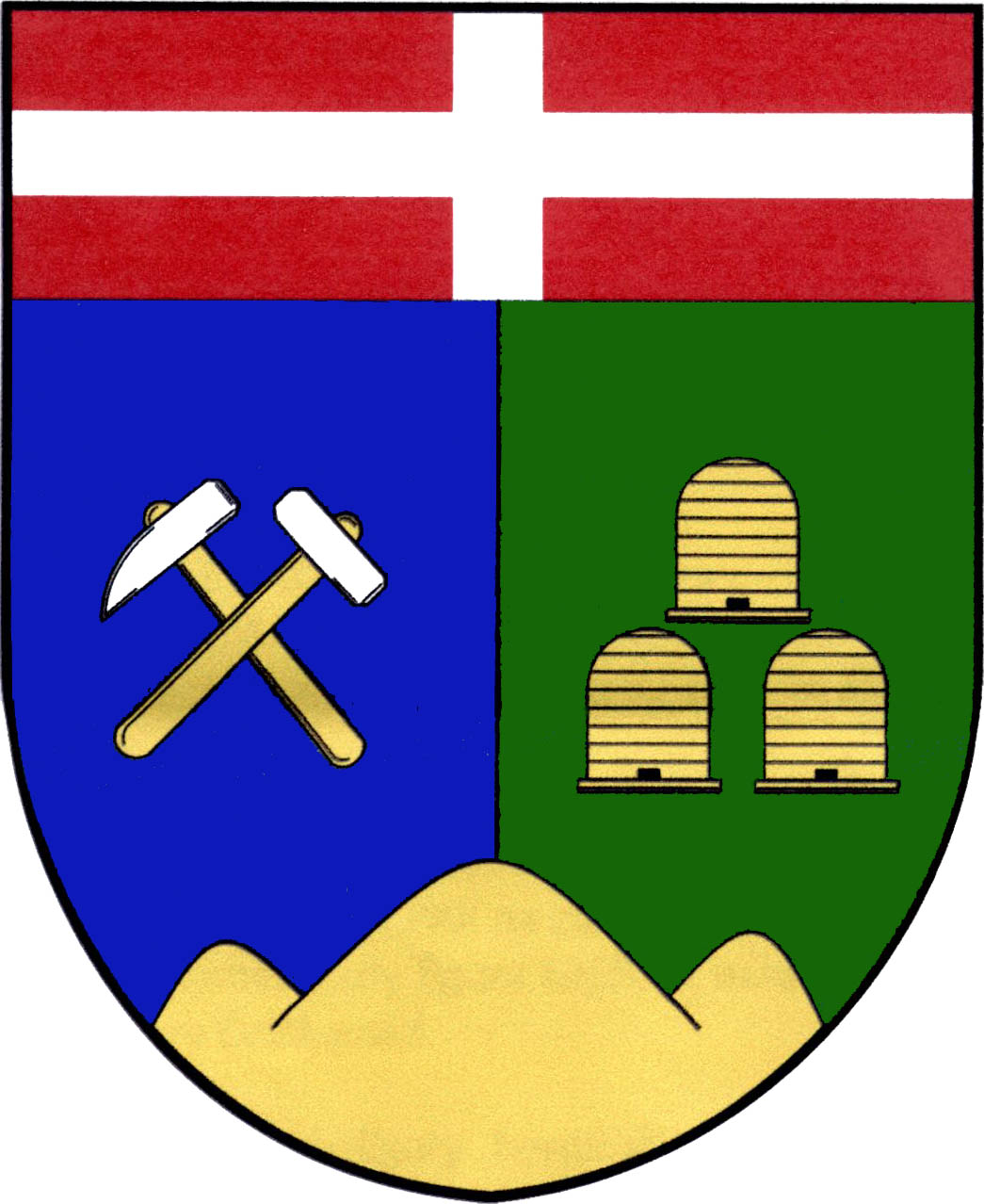
Wappen von Tschelakow
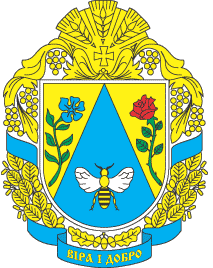
Wappen von Rajon Wilschanka bis 2020
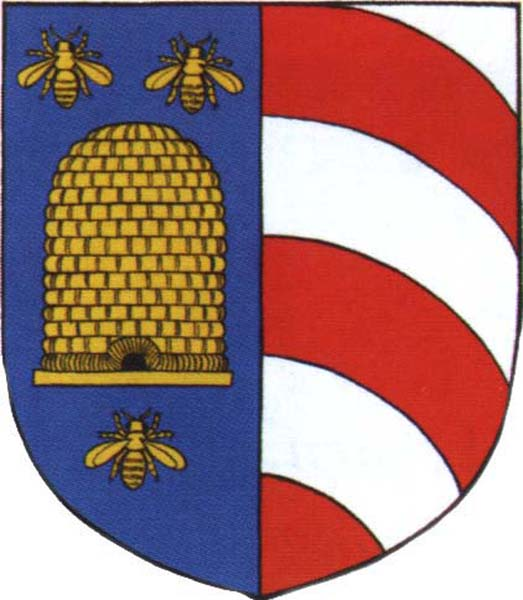
Wappen Zeillern (Niederösterreich)
Borne (Overijssel)
Hengelo (Overijssel), geteilt mit Garbe
Wappen Réunions
Bienenkorb im Siegel Utahs/USA
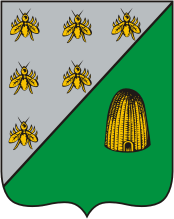
Wappen von Nachitschewan am Don (Russland)